# Modèle à six sommets
Le modèle à six sommets (ou, plus rarement, modèle à six vertex) est un modèle de physique statistique étudiant les configurations de flèches sur un réseau bidimensionnel. Ce modèle est une généralisation du modèle de glace introduit par Pauling en 1935 pour étudier la configuration de cristal de glace et étendu aux matériaux ferroélectriques par Slater en 1941. Le modèle à six sommets a été premièrement résolu dans des cas particuliers par Lieb et Sutherland en 1967. Il est étudié en physique statistique du fait qu'il est intégrable et pour son lien avec les mathématiques combinatoires.

## Formulation

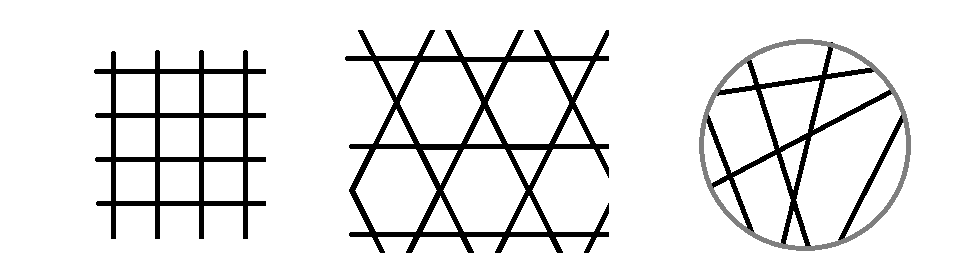
Exemples de réseaux bidimensionnels formés de droites ne s'intersectant que deux à deux. À gauche : réseau carré, au centre : réseau de Kagomé, à droite : réseau de Baxter

Le modèle à six sommets est construit sur un réseau bidimensionnel, c'est-à-dire un ensemble de lignes dans le plan s'intersectant entre elles de telle manière que trois lignes distinctes ne se rencontrent pas en un point donné. Les exemples les plus simples de réseaux sont le réseau carré, le réseau de Kogamé ou encore le réseau de Baxter (voir l'image ci-contre). Chaque intersection de deux lignes est appelé un site du réseau et possède quatre arêtes.
On attribue à chaque arête du réseau une flèche de telle manière à respecter la règle de la glace. Celle-ci stipule qu'à chaque site, il doit y avoir exactement deux flèches pointant vers le sommet (flèches entrantes) et exactement deux flèches pointant depuis le sommet (flèches sortantes). Il y a donc, pour chaque sommet, six agencement des flèches possibles (d'où le nom du modèle) qui sont représentées ci-dessous :

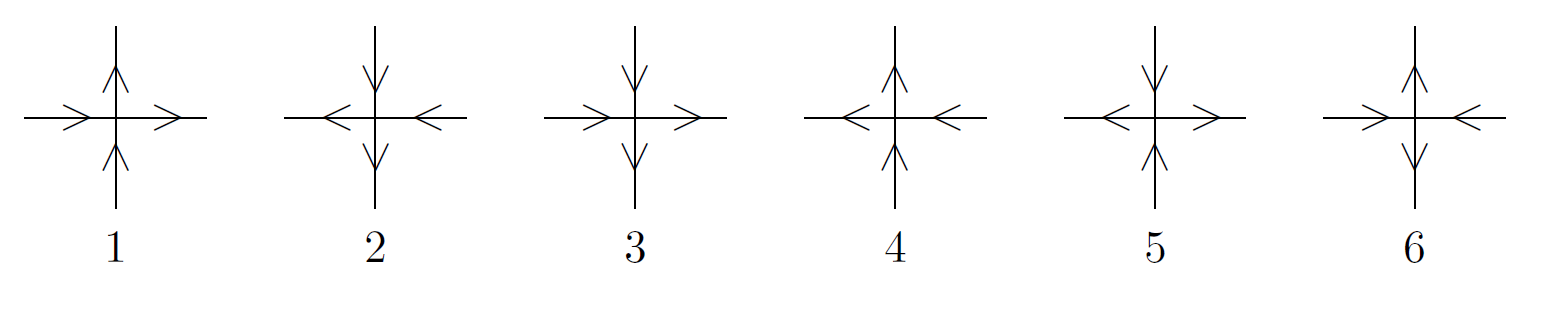
Les 6 différents types de sommet du modèle à six sommets.

À chacun de ces types de sommet est attribuée une énergie {\displaystyle \epsilon _{i}}, {\displaystyle i=1,\dots ,6}, dans l'ordre de la figure ci-dessus. Pour un réseau donné, l'énergie totale {\displaystyle E} d'une configuration particulière (notée {\displaystyle \sigma }) est définie comme la somme de l'énergie de chaque site du réseau. S'il y a {\displaystyle N_{i}(\sigma )} sites de type {\displaystyle i} dans la configuration {\displaystyle \sigma }, alors l'énergie totale sera
{\displaystyle E(\sigma )=\sum _{i=1}^{6}N_{i}(\sigma )\epsilon _{i}}.
Afin d'étudier les propriétés du modèle à six sommets, on utilise la fonction de partition, {\displaystyle Z}, qui est la somme de toutes les configurations pondérée par leur poids statistique :
{\displaystyle Z=\sum _{\sigma }e^{-{\frac {E(\sigma )}{k_{B}T}}}=\sum _{\sigma }\prod _{i=1}^{6}e^{-{\frac {N_{i}(\sigma )\epsilon _{i}}{k_{B}T}}}},
où {\displaystyle k_{B}} est la constante de Boltzmann et {\displaystyle T} désigne la température. Le rapport {\displaystyle Z^{-1}e^{-{\frac {E(\sigma )}{k_{B}T}}}} est appelé mesure de Gibbs de la configuration {\displaystyle \sigma } du système. Il est courant d'introduire le concept de poids statistique pour chaque type de sommet {\displaystyle \omega _{i}=e^{-{\frac {\epsilon _{i}}{k_{B}T}}}}, {\displaystyle i=1,\dots ,6}. Ainsi, la fonction de partition s'écrit
{\displaystyle Z=\sum _{\sigma }\prod _{i=1}^{6}\omega _{i}^{N_{i}(\sigma )}}.
La fonction de partition nous permet de calculer, dans la limite thermodynamique, c'est-à-dire lorsque le nombre de sites du réseau devient infini, certaines propriétés physiques du système,, telle que l'énergie libre par site, {\displaystyle f}, donnée par
{\displaystyle f=-k_{B}TN^{-1}\log(Z)}.
La symétrie sous renversement simultané de toutes les flèches se traduit par le choix de poids
{\displaystyle \omega _{1}=\omega _{2}=a,\ \omega _{3}=\omega _{4}=b{\text{ et }}\omega _{5}=\omega _{6}=c}.

### Conditions aux bords

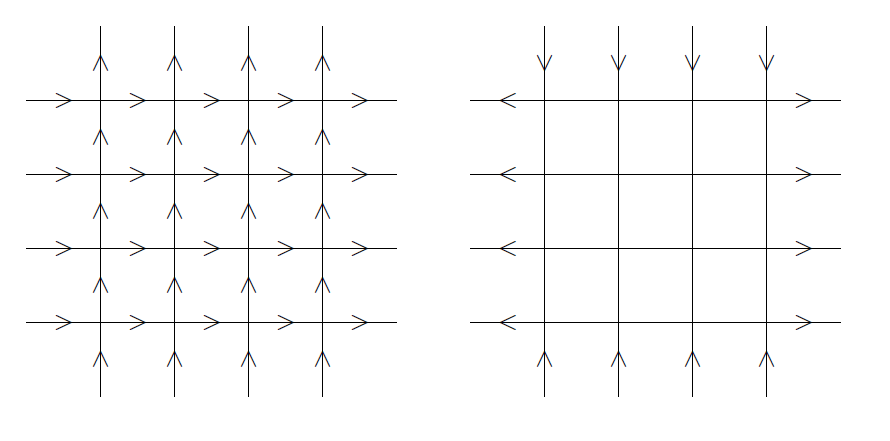
Conditions aux bords du modèle à six sommets. À gauche : périodiques. À droite : « domain wall ».

L'étude du modèle à six sommets et de sa limite thermodynamique dépend des conditions aux frontières, c'est-à-dire de la direction des flèches sur le bord du réseau. La contrainte de la règle de glace impose que le nombre de flèches entrantes et sortantes sur les bords soient égaux, ce qui fixe la moitié des flèches des sommets situés sur les bords.
À l'exception de cette contrainte, pour un réseau de taille {\displaystyle n\times n}, il y a {\displaystyle 2n} flèches à fixer parmi {\displaystyle 4n}, donc un total de {\textstyle 2{\begin{pmatrix}4n\\2n\end{pmatrix}}} configurations possibles pour les flèches situées sur le bord.
Lorsque les flèches sur les bords ne sont pas laissées libres, leur choix peut réduire le nombre de configurations possibles du système.
Un premier type de conditions aux bords sont les conditions aux bords périodiques. Elles consistent à faire pointer les flèches de deux bords opposés dans la même direction. Par exemple, comme montré ci-contre, si les flèches du haut et du bas sont orientées vers le haut et celles de gauche et droite vers la droite, alors tous les sommets vont être forcés à être de type 1.
La condition au bord la plus étudiée est appelée condition au bord « mur de domaine » (en anglais Domain Wall, que l'on abrévie DW). Ces conditions aux bords consistent à prendre les flèches verticales entrantes et celles horizontales sortantes. C'est ce choix de conditions aux bords qui est utilisé pour étudier les liens entre le modèle à six sommets et d'autres modèles (voir infra).

## Historique et origines physiques

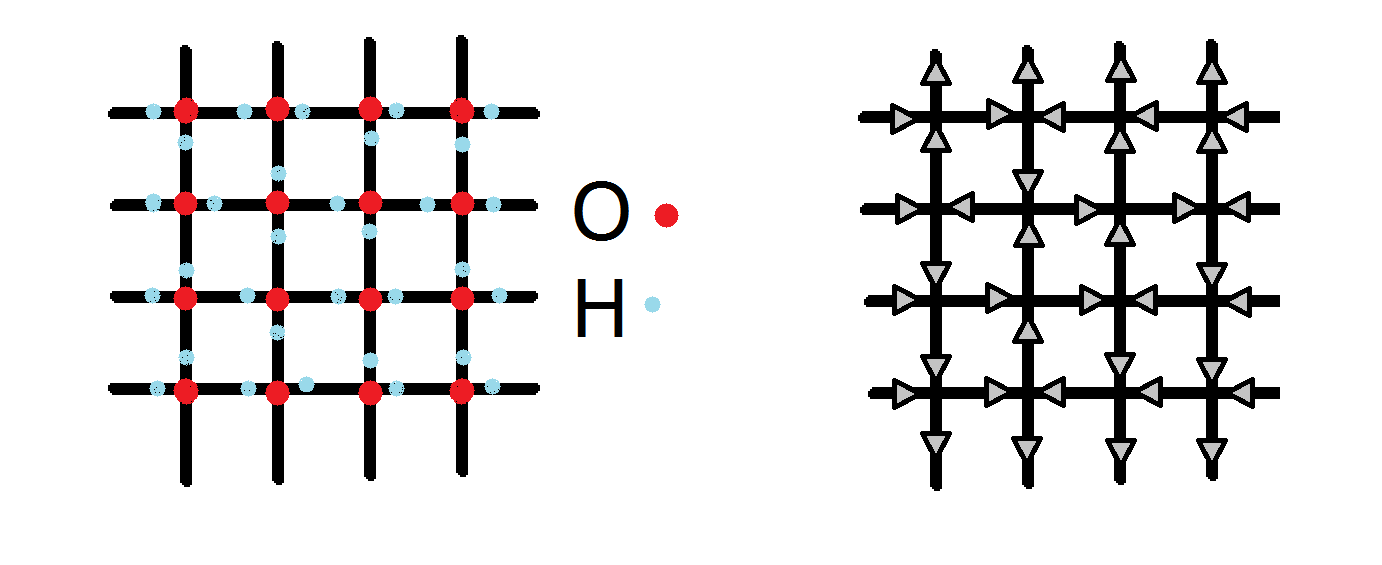
Équivalence entre le modèle de glace carrée et le modèle à six sommets. Noter les conditions aux bord « domain wall »

Le modèle à six sommets a premièrement été introduit par Pauling dans le cas particulier d'un réseau carré,. Le but était d'étudier la structure d'un cristal de glace afin d'en calculer l'entropie résiduelle de celle-ci à très basse température. Pauling fit la supposition théorique que chaque atome d'oxygène de l'eau se trouve sur un site du réseau carré, les atomes d'hydrogène se trouvant eux sur les arêtes de ce réseau. La  règle de la glace (en) vient du fait que chaque hydrogène est lié par un pont hydrogène à un unique atome d'oxygène et qu'une arête ne peut être occupée que par un seul atome d'hydrogène. Comme il y a, dans un réseau carré, deux fois plus d'arêtes que de sites, chaque arête est donc utilisée par un unique atome d'hydrogène.
Pour passer de ce modèle de glace carrée au modèle à six sommets, comme cela est fait sur la figure ci-contre, il suffit de remplacer chaque pont hydrogène vers un atome d'oxygène par une flèche rentrante vers le site où se trouve l'oxygène. L'étude du cristal de glace se ramène donc à l'étude d'un modèle à six sommets dans lequel tous les agencements de flèches sont équiprobables. En termes physiques, on attribuera a chacun des six types de sommet le même poids statistique : {\displaystyle a=b=c} (que l'on peut prendre égal à 1) . C'est donc un cas particulier du modèle à six sommets, appelé modèle de glace ou modèle de la glace carrée.
En 1941, J.C. Slater étudie la transition ferroélectrique du cristal de dihydrogénophosphate de potassium (KH2PO4, aussi appelé KDP). Dans le KDP, il y a des atomes d'hydrogène présents entre les groupements phosphate. Pour étudier ses propriétés, Slater suppose alors que les agencements des atomes d'hydrogène et les groupements phosphates suivent la règle de la glace (en), ces derniers remplaçant l'oxygène de l'eau, pour un choix de poids {\displaystyle a=1,b=c>1}.
En 1963, Rys a décrit que le comportement des cristaux antiferroélectrique, tel le PO4H2NH4 par un modèle à six sommets pour le poids {\displaystyle a=b>1,c=1}, appelé alors modèle F .
Le modèle à six sommets a été résolu par Lieb et Sutherland en 1967. Il a été généralisé en 1970 par Fan et Wu en modèle à huit sommets. D'autres généralisations, telles le modèle à dix-neuf ou encore trente-deux sommets ont été développées.

## Aspects expérimentaux
Le modèle à six sommets peut être testé expérimentalement sur des matériaux bidimensionnels ou sur des couches minces. En 2012, une expérience de l'équipe de André Geim (prix Nobel de physique en 2010) a étudié de la glace d'eau de 1 nm d'épaisseur sandwichée entre deux feuilles de graphène,.

## Différentes phases
La phase dans laquelle se trouve le modèle à six sommets va dépendre, non seulement des conditions aux bord mais aussi de la valeur des paramètres de poids {\displaystyle a,b{\text{ et }}c}. L'équation de Yang-Baxter permet de montrer que la phase du système dépend d'un paramètre appelé traditionnellement {\displaystyle \Delta }, donné par « {\displaystyle \Delta ={\frac {a^{2}+b^{2}-c^{2}}{2ab}}}. »

### Phase ferroélectrique: premier casa>b+c{\displaystyle a>b+c}
article détaillé : ferroélectricité

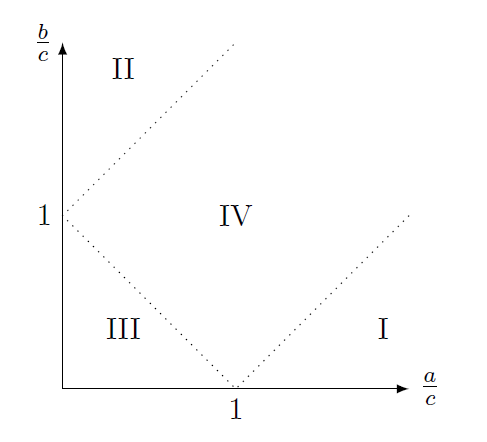
Diagramme de phase du modèle à six sommets, dépendant des rapports des paramètres a, b et c. Les phases I et II sont ferroélectriques, la phase III est antiferroélectrique. La phase IV est la phase désordonnée.

Dans la phase ferroélectrique (I dans le diagramme ci-contre) où {\displaystyle \Delta >1}, les sommets de type 1 et 2 sont favorisés. À température basse, les états de plus petite énergie vont donc être ceux composés uniquement de ces types de sommet. Dans ces cas, toutes les flèches pointent soit vers le haut et la droite, soit vers le bas et la gauche et l'énergie libre par site tend vers {\displaystyle \epsilon _{1}=\epsilon _{2}}.

### Phase ferroélectrique: second cas:b>a+c{\displaystyle b>a+c}
Ce cas {\displaystyle \Delta >1} est similaire au précédent, à la différence que, à basse température, les états de plus petite énergie vont être ceux composés des sommets de type 3 et 4. Dans ces cas, les flèches pointent soit vers le haut et la gauche ou bien le bas et la droite et l'énergie libre par site tend vers {\displaystyle \epsilon _{3}=\epsilon _{4}}. Le choix de paramètres correspond à la zone II.

### Phase antiferroélectrique:c>a+b{\displaystyle c>a+b}
article détaillé : antiferroélectricité
Cette phase {\displaystyle \Delta <1} correspond à l'antiferroélectricité (zone III dans le diagramme de phase ci-contre). Dans ce cas, les configurations 5 et 6 sont favorisées. Les deux configurations que le système adapte à basse température, dans la limite thermodynamique, sont donc celles qui alternent ces deux types de sommet, et donc celles où le sens des flèches s'opposent de sites en sites. Ce sont des configurations antiferroélectriques d’aimantation moyenne nulle. L'énergie libre par site vaut {\displaystyle \epsilon _{5}=\epsilon _{6}.}

### Phase désordonnée:a,b,c<12(a+b+c){\textstyle a,b,c<{\frac {1}{2}}(a+b+c)}
article détaillé : désordre
Cette phase, où {\textstyle -1<\Delta <1} est appelée désordonnée. Elle inclut le cas {\textstyle a=b=c=1} qui correspond au modèle de la glace. Cette phase ne privilégie aucun des types de sommet et est critique pour tout choix de paramètres dans la zone IV .

## Liens avec d'autres modèles
Le modèle à six sommets se révèle être important en physique statistique et en physique mathématique du fait qu'il est lié à d'autres objets d'étude en mathématique combinatoire.

### Matrices à signes alternants
article détaillé : Matrices à signes alternants
Les matrices à signes alternants (ASM) sont des matrices {\displaystyle n\times n} qui satisfont aux propriétés suivantes :
1. Les entrées d'une ASM sont toutes 0, 1 ou -1 ;
2. La somme des entrées de chaque colonne et de chaque ligne vaut 1 ;
3. Le long de chaque ligne et de chaque colonne, les entrées 1 et -1 s'alternent.

Ces matrices sont la généralisation des matrices de permutations. Exemple de matrice à signe alternants de taille {\displaystyle 5\times 5} : « {\displaystyle A={\begin{pmatrix}0&0&0&1&0\\1&0&0&-1&1\\0&0&1&0&0\\0&1&-1&1&0\\0&0&1&0&0\\\end{pmatrix}}} »

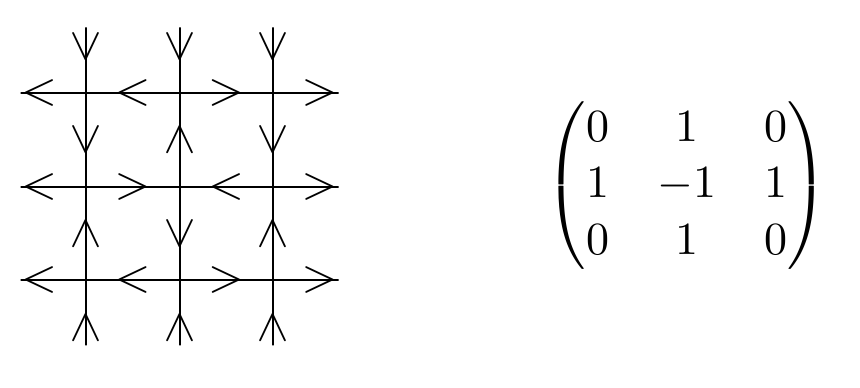
Exemple d'équivalence entre une matrice à signes alternants et une configuration du modèle à six sommets sur un réseau carré

Il existe une bijection entre les configurations du modèle à six sommets sur réseau carré avec les conditions aux bords DW et les matrices à signes alternants. la bijection consiste à remplacer les sommets de type 1,2,3 et 4 par 0, les sommets de type 5 par 1 et enfin, ceux de type 6 par -1. Cette transformation établit une bijection entre les ASM et les configurations du modèle à six sommets avec les conditions DW ce qui signifie qu'à chaque ASM correspond une unique configuration du modèle à six sommets et inversement. En effet, partant d'une configuration donnée, il suffit d'appliquer la règle de transformation. D'un autre côté, partant d'une matrice à signes alternants, la donnée des positions des 1 et -1 de chaque ligne fixe les flèches sur les arêtes de cette ligne. Il en est de même pour les colonnes. Ainsi, toutes les flèches - et donc la configuration totale - sont fixées. Un exemple d'une telle bijection est donné montré ci-contre pour un réseau carré et une matrice de taille 3 x 3.
L'énumération des ASM, c'est-à-dire le nombre d'ASM de taille n, avait été conjecturé en 1983 par Mills, Robbins et Rumsey et a été prouvé par Zeilberger en 1996 par un véritable tour de force long de 84 pages. En utilisant comme point de départ la correspondance entre les matrices à signes alternants et le modèle à six sommets ainsi que l'équation de Yang-Baxter, Kuperberg a prouvé, de manière plus courte, la conjecture de Mills, Robbins et Rumsey.

### Pavage par dominos du diamant aztèque
articles détaillés : Pavage par dominos (en), diamant aztèque (en)

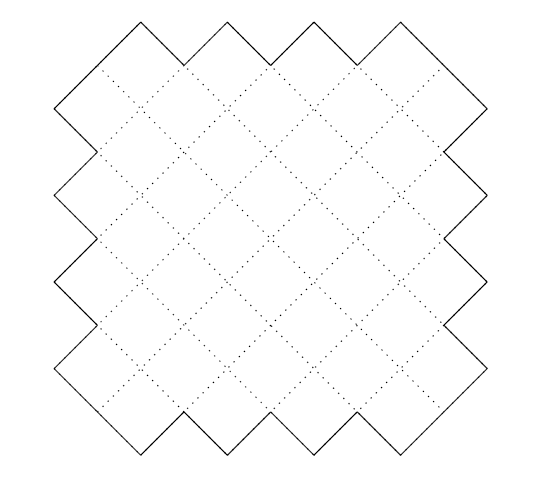
Diamant aztèque d'ordre 4.

Un diamant aztèque est une forme géométrique composée de carrés. Un diamant aztèque de taille (ou d'ordre n) est l'ensemble des carrés de centre {\displaystyle (x,y)} vérifiant {\displaystyle |x|+|y|\leq n}. Un exemple de diamant aztèque d'ordre 4.
Le pavage d'un diamant aztèque est un problème de mathématiques combinatoires qui consiste à énumérer les façons de couvrir un diamant aztèque à l'aide de dominos, c'est-à-dire de rectangles recouvrant exactement deux carrés qui composent le diamant, de telle manière à ce qu'un carré donné ne soit couvert qu'une et une seule fois par un domino.
Il existe une correspondance entre les configurations du modèle à six sommets avec les conditions aux bord DW et les façons de paver un diamant aztèque. La correspondance est donnée par les regèles de remplacement illustrées ci-dessous :
.

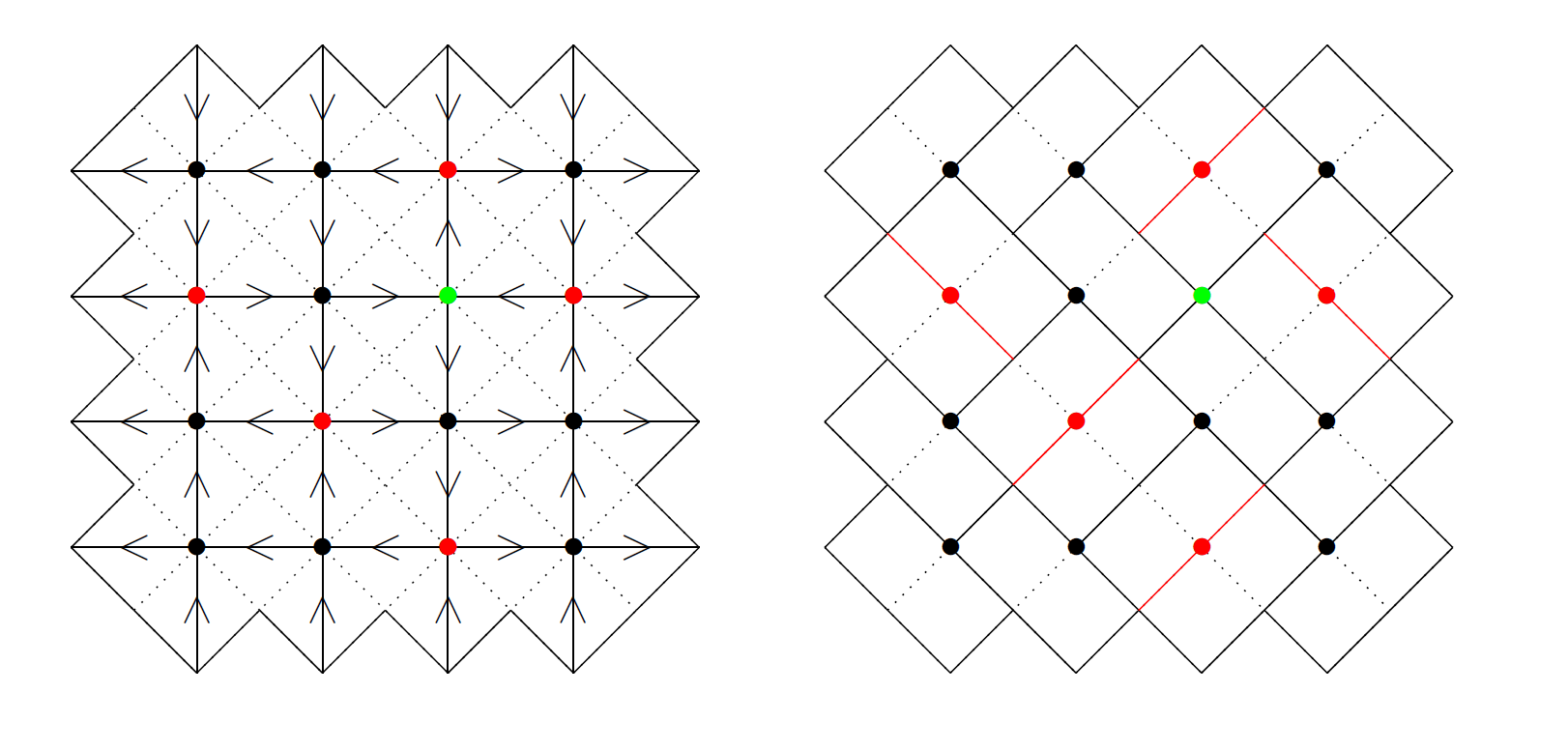
Équivalence entre le modèle à six sommets et le pavage du diamant aztèque par des dominos. Les points rouges correspondent aux sommets de type 5 pour lesquels deux choix de pavage sont possibles. Le choix fait des orientations pour ces sommets est ici arbitraire. Pour la configuration donnée du modèle à six sommets, il y a ici 2^5 = 32 pavages différents.

Un exemple d'application sur une configuration du modèle à six sommets DW sur un réseau de taille 4 est donné ci-contre. Il est important de noter que cette correspondance n'est pas une bijection: pour une configuration donnée du modèle à six sommets qui contiendra toujours des sommets de type 5, il y aura encore deux choix possibles pour chacun de ces sommets. Donc, pour une configuration {\displaystyle \sigma } contenant {\displaystyle N_{5}(\sigma )} sommets de ce type, il y aura {\textstyle 2^{N_{5}(\sigma )}} pavages différents.

### Modèle de Potts chiral
articles détaillés : modèle de Potts chiral (en), modèle de Potts (en).
Le modèle de Potts chiral est une extension du modèle de Potts qui est lui-même une généralisation du modèle d'Ising. En 1990, Bazhanov et Stroganov ont montré que le modèle de Potts chiral pouvait être vu comme une partie d'une structure algébrique existant dans le modèle à six sommets. Précisément, ils ont montré que certains opérateurs satisfaisant à l'équation de Yang-Baxter pour le modèle à six sommets vérifient aussi l'équation de Yang-Baxter pour le modèle de Potts chiral . Dans la limite thermodynamique, il est possible d'utiliser cette correspondance pour calculer des propriétés physiques du système.